# A Parda
A Parda est un quartier situé dans la partie orientale de la ville de Pontevedra (Espagne). ll a une fonction principalement résidentielle et dispose également d'importantes installations judiciaires, éducatives et sanitaires.

## Localisation
Le quartier A Parda est situé à l'est de la ville de Pontevedra. Il est délimité au nord par la rue Estrada et la PO-532, au sud par la PO-542 et El Marco, à l'est par le périphérique Ronda Este et à l'ouest par les voies ferrées et la gare ferroviaire. À l'est du quartier se trouve le cimetière municipal Saint Maur, conçu en 1879 par l'architecte Alejandro Sesmero et inauguré en septembre 1882.

## Histoire
Le toponyme Parda vient de "parta" qui signifie terrain plein d'eau, marais ou zone humide et fait référence à la zone humide ou Xunqueira da Parda qui se trouve dans le quartier à l'est de la gare de Pontevedra, de l'autre côté des voies ferrées et qui s'étend sur 8 000 mètres carrés.
Le pazo de A Parda, situé au sud du quartier, près de la route PO-542 est issu de la lignée des Acuña. Il date de 1620 et a été fondé par les frères Malvar, doyens de la cathédrale de Saint-Jacques-de-Compostelle. Il a été construit principalement aux XVIIIe et XIXe siècles. Le pazo a accueilli d'importantes réunions politiques au début du XXe siècle, lorsque son propriétaire, Gabino Bugallal Araújo, IIe comte de Bugallal et plusieurs fois ministre de la Couronne et président des Cortes espagnoles, en a fait sa résidence d'été,.
Le début du développement du quartier A Parda a eu lieu avec la démolition de l'ancienne prison provinciale d'A Parda grâce à un accord conclu par le maire Juan Luis Pedrosa en 1995 et la construction sur son emplacement du premier des bâtiments judiciaires de la cité judiciaire de Pontevedra, dont les travaux ont commencé au début de 1996 et qui a été inauguré en 1998,,,.
En 1999, le terrain a finalement été urbanisé et une avenue transversale à quatre voies large de 22 mètres Juan Carlos Ier (actuellement l'avenue Virxinia Pereira Renda) a été construite, entre les rues Estrada et Pintor Laxeiro.
En juillet 2001, la construction du nouveau bâtiment du Conservatoire professionnel de musique de Pontevedra a été autorisée sur l'Avenue Juan Carlos Ier, qui a été inauguré en septembre 2004,,,. À partir de 2002, l'expansion du quartier s'est accélérée.
En 2006, les travaux de construction du nouveau centre de santé A Parda, situé dans la rue Gaitero Ricardo Portela, ont commencé. Le centre de santé, qui comprend un point de soins continus (PAC), a été inauguré en octobre 2009.
En 2008, la construction du complexe sportif d'A Parda a commencé. Les travaux n'étaient qu'à moitié terminés lorsque le concessionnaire a fait faillite en 2009.
Le 9 septembre 2009, le parc des Camélias a été inauguré dans le quartier A Parda, dont l'entrée se trouve dans la rue Gaiteiro Ricardo Portela.
En 2010, le réaménagement de la rue Pintor Laxeiro a été achevé, qui compte désormais quatre voies de circulation,. En 2011, l'urbanisation des rues environnantes a été achevée et les espaces verts ont été étendus de 4 220 mètres carrés.
En janvier 2011, l'école maternelle A Parda, située dans la rue Diego Sarmiento de Acuña, a été mise en service et fait partie du réseau d'écoles maternelles A galiña azul de la Xunta de Galice. Elle a été conçue par l'architecte José Ramón Garitaonaindía de Vera.
La construction du deuxième bâtiment judiciaire a débuté le 1er août 2016. Le nouveau bâtiment a été inauguré le 3 septembre 2019. À partir de ce moment, Pontevedra dispose d'une Cité judiciaire composée de ces deux bâtiments des Tribunaux dans le quartier A Parda.
En octobre 2019, la Ronda Este (périphérique Est) de près d'un kilomètre, qui contourne le quartier à l'est et améliore l'accès à l'hôpital Montecelo, est mise en service.

## Urbanisme
A Parda est le principal quartier de la partie orientale de Pontevedra et s'articule autour d'une avenue principale à quatre voies, l'avenue Virxinia Pereira Renda, et d'une rue à quatre voies qui la traverse, la rue Pintor Laxeiro. Les rues Estrada et Hortas relient le quartier à l'ouest au centre-ville et la rue Hortas le relie également aux gares ferroviaire et routière.
Les principaux parcs du quartier sont le parc des Camélias et le parc Martin Balea. Le parc des Camélias s'étend sur 8 000 mètres carrés et dispose d'une aire de jeux pour enfants. Il est doté d'une fontaine ornementale formant un banc semi-circulaire et d'espèces d'arbres telles que des camélias et magnolias. Le parc Martín Balea, situé entre les rues Pintor Laxeiro et Bacelar, sera doté d'une aire de jeux pour enfants d'environ 1 000 mètres carrés en 2023 qui deviendra la plus grande du quartier. Le quartier dispose également d'un parc rue des Soutos, qui comprend aussi une aire de jeux pour enfants.
Il est prévu de construire un grand parc urbain dans le quartier, d'une superficie de 34 000 mètres carrés (3,4 hectares). Le parc comportera plusieurs espaces. Une aire de jeux pour enfants appelée "parc naturel" avec des toboggans et des tyroliennes dans la partie la plus proche de la cité judiciaire de Pontevedra; un petit ruisseau canalisé, provenant d'un point de repère converti en fontaine, qui traversera toute la parcelle jusqu'à ce qu'il se jette dans la rivière Gafos; une allée linéaire parallèle aux voies ferrées qui comprendra deux points de vue de 36 mètres carrés ; et un grand espace vert à l'extrémité sud du parc. L'ensemble du parc sera doté de mobilier urbain, de lieux de repos et de plantations d'espèces d'arbres indigènes, y compris des arbrisseaux, des graminées, des fougères et des arbres de différentes tailles tels que des chênes et des tilleuls, ainsi que des bouleaux, des aulnes, des frênes, des aubépines, des merisiers ou cerisiers sauvages, des poiriers à feuilles en cœur et des pommiers des bois,,.
Dans la rue du Marco, à droite de l'avenue Conde de Bugallal, se trouve le Pazo de la Parda.

## Équipements

### Établissements scolaires
Le quartier A Parda compte plusieurs établissements scolaires :
- Le Conservatoire professionnel de musique Manuel Quiroga de la Xunta de Galice, dans l'avenue Virxinia Pereira Renda. Ce nouveau siège du conservatoire a été inauguré en 2004[16].
- L'école maternelle A Parda, gérée par la Xunta de Galice, qui fait partie du réseau d'écoles maternelles A galiña azul. Elle a été inaugurée en 2011[24].
- L'école privée multilingue Sagrado Corazón de Jesús.

### Bureaux et organismes gouvernementaux
Le quartier abrite la Cité judiciaire de Pontevedra, composée de deux bâtiments de huit et six étages, inaugurés respectivement en 1998 et 2019.

### Centres de santé
Le centre de santé A Parda, situé dans le quartier, dispose d'un point de soins continus (PAC).

### Sports et loisirs
- Le futur complexe sportif du quartier A Parda sera situé à l'ouest de la rue Francisco Tomás y Valiente, en face du bâtiment des tribunaux de 1998. Il fera l'objet d'un appel d'offres en 2023 et deux pavillons seront construits, un palais des sports et un autre centre pour la gymnastique rythmique[20] ainsi qu'un mur d'escalade[34].

## Galerie

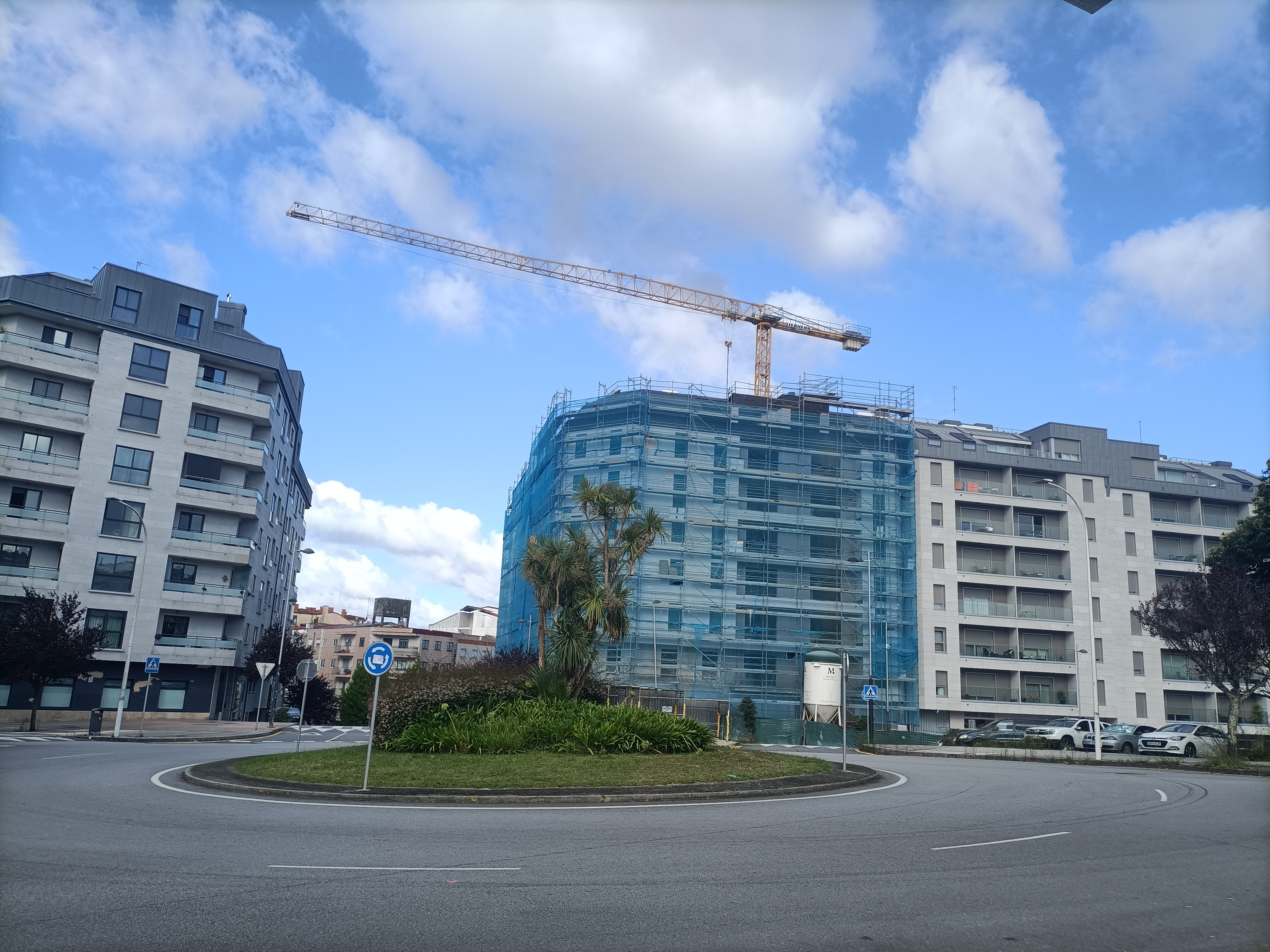
A Parda
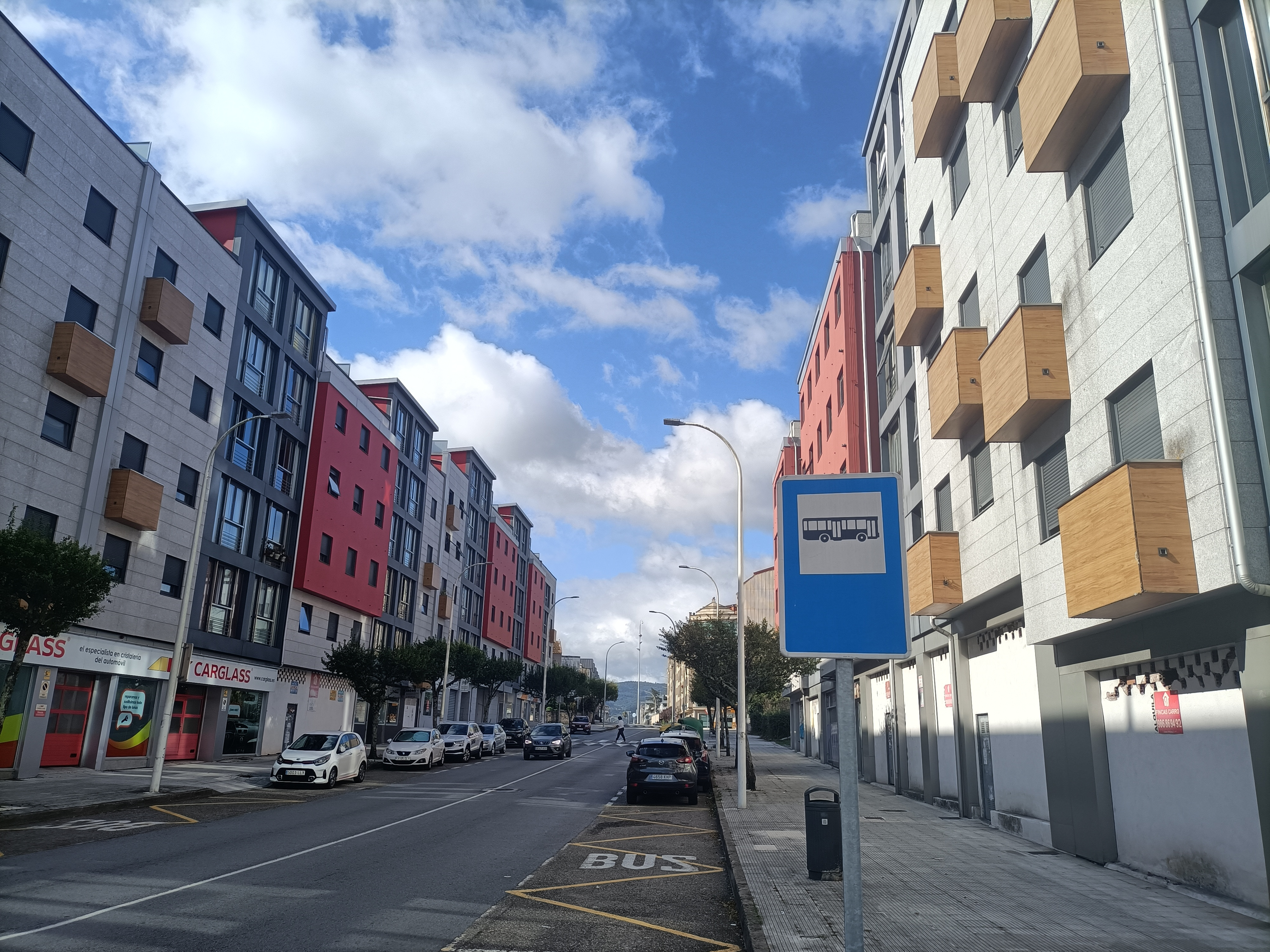
Avenue Virxinia Pereira Renda
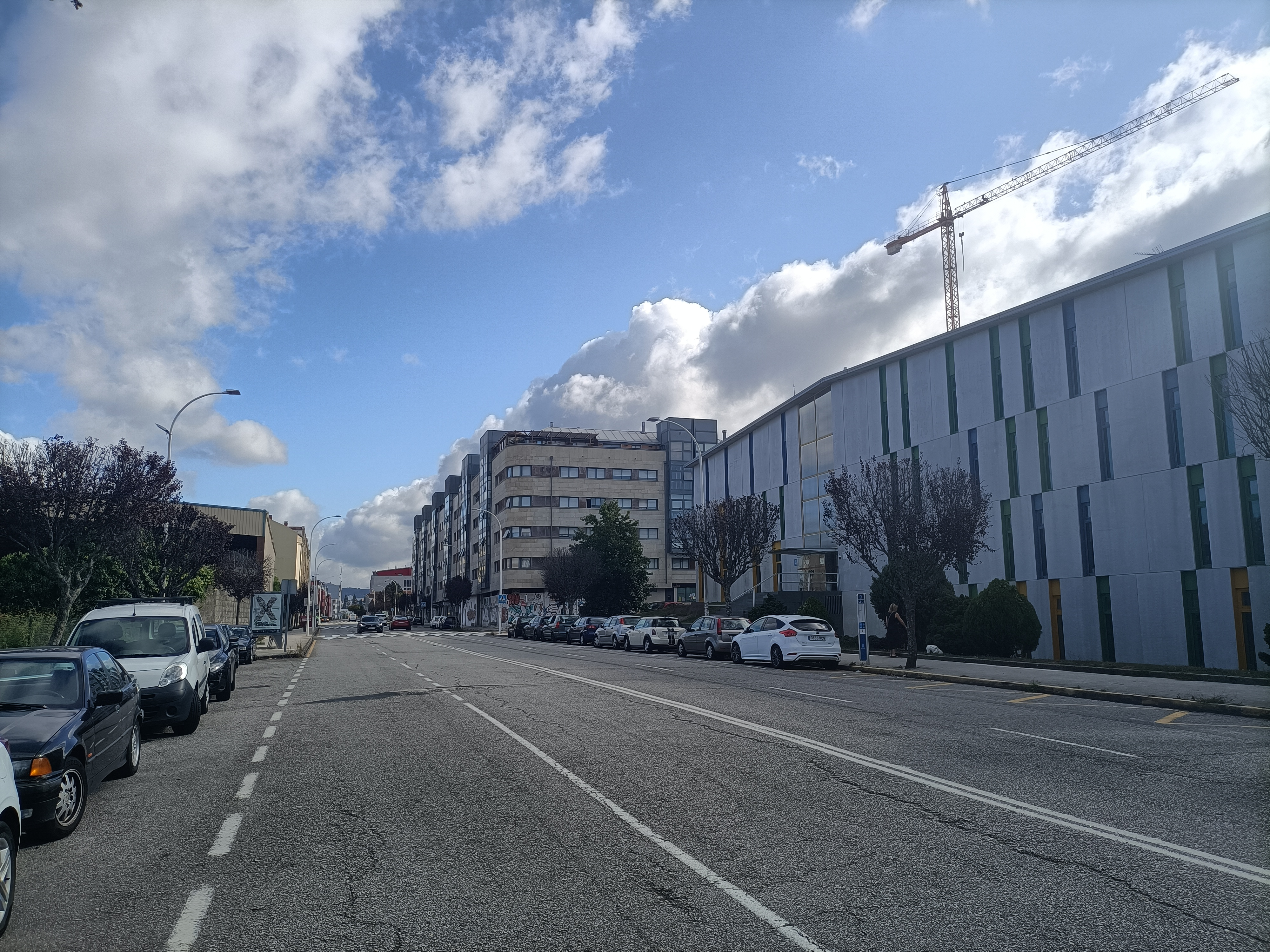
Avenue Virxinia Pereira Renda
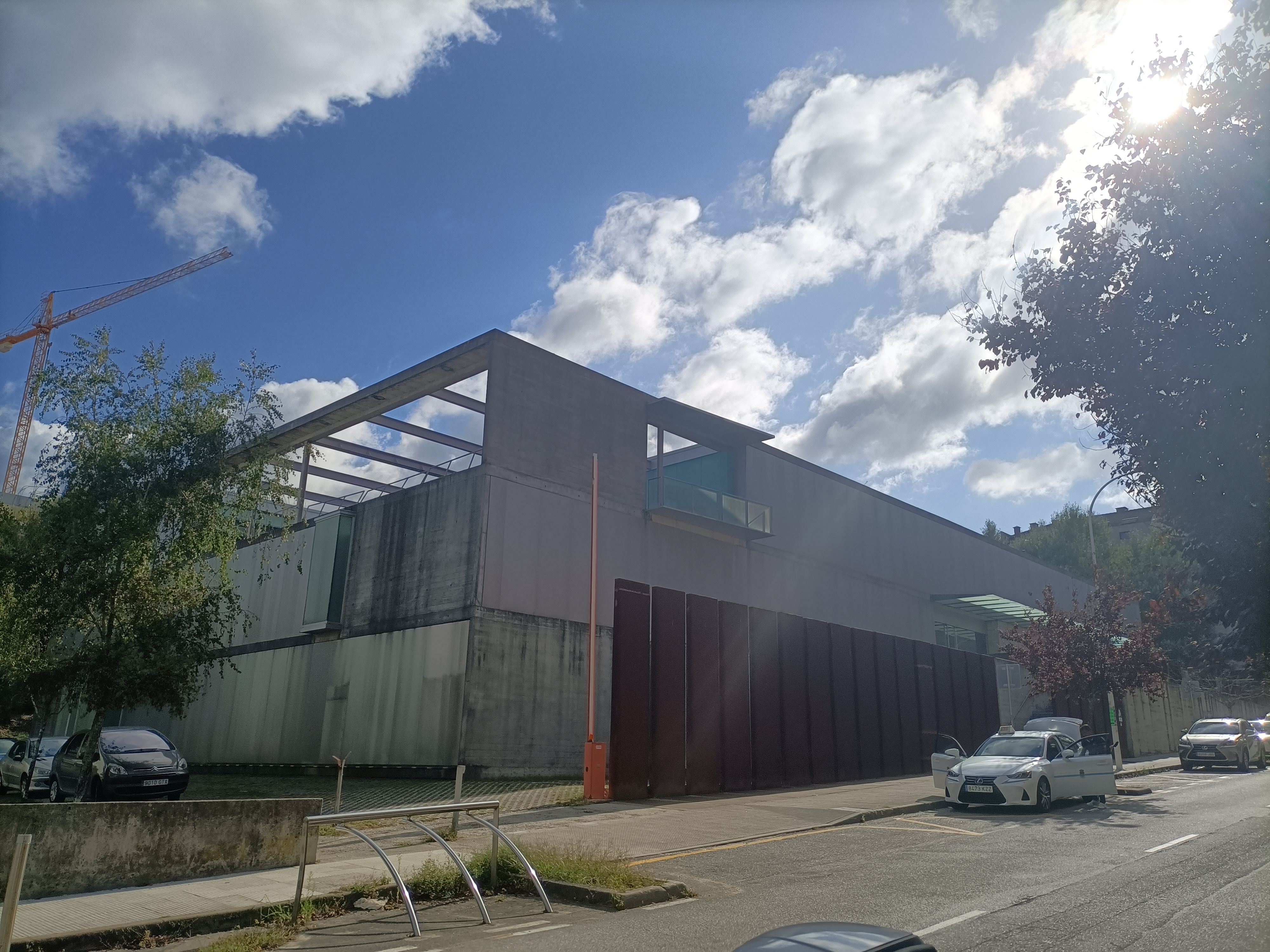
Centre de santé A Parda
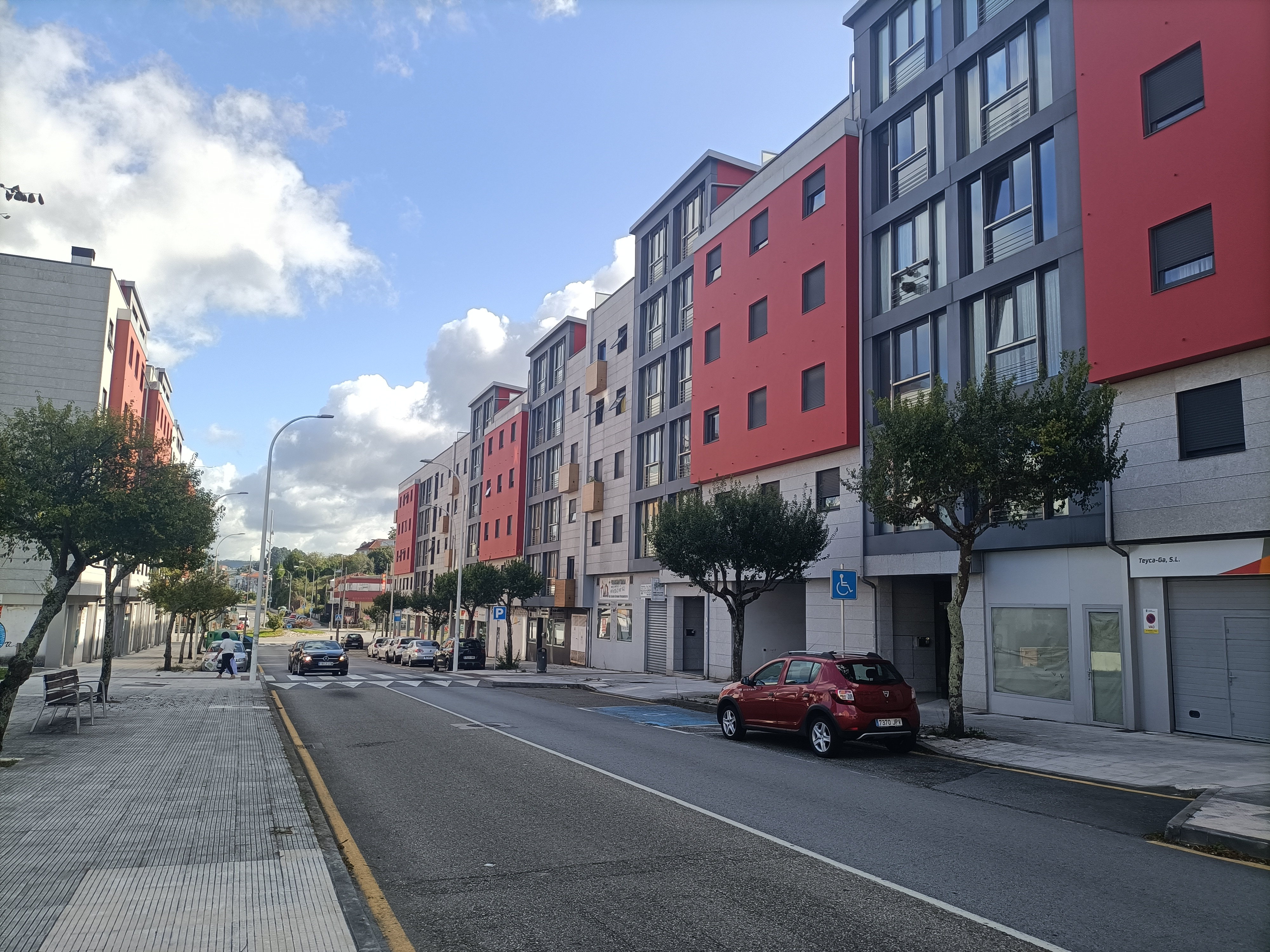
Avenue Virxinia Pereira Renda
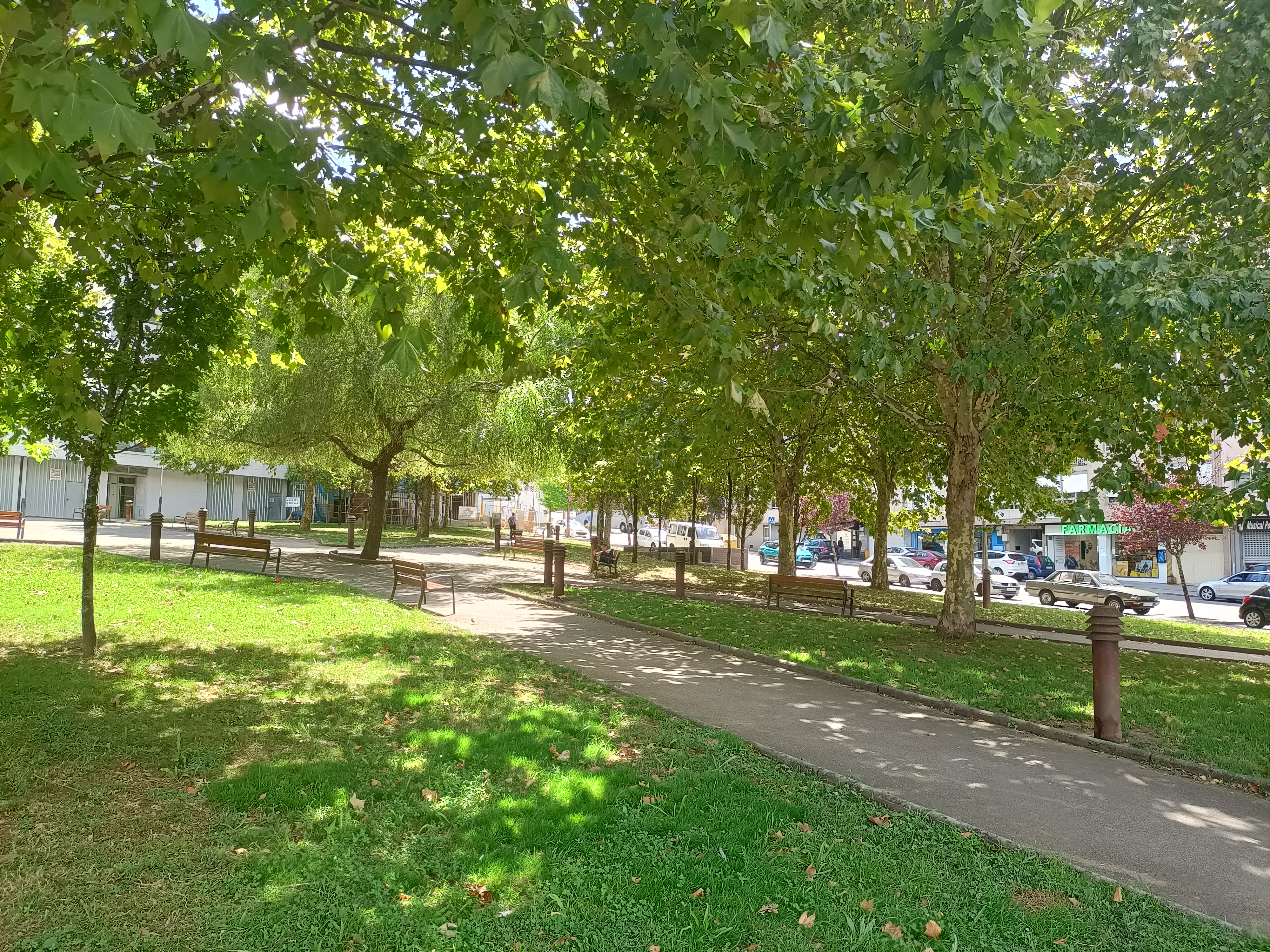
Parc Martín Balea
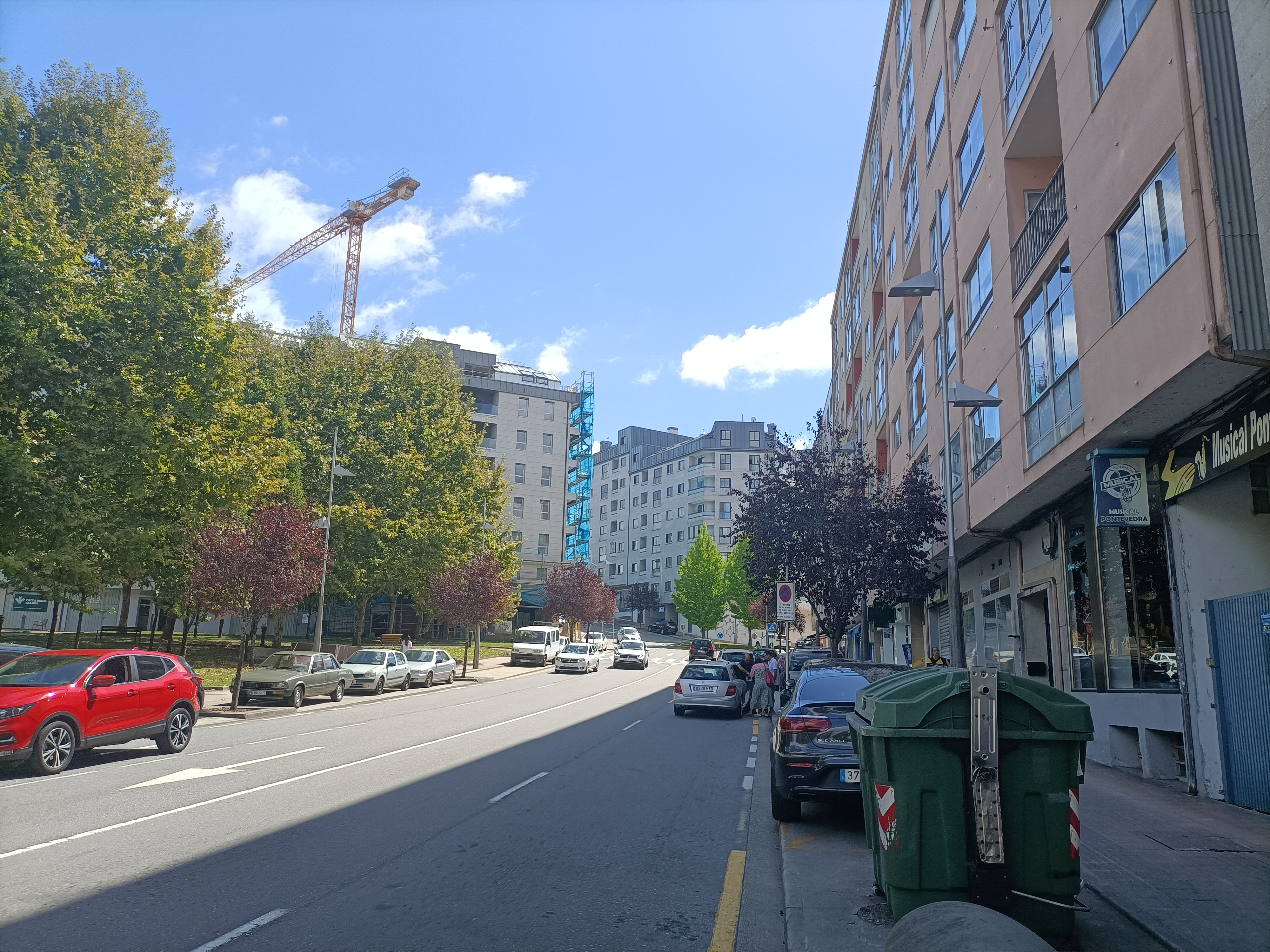
Rue Pintor Laxeiro
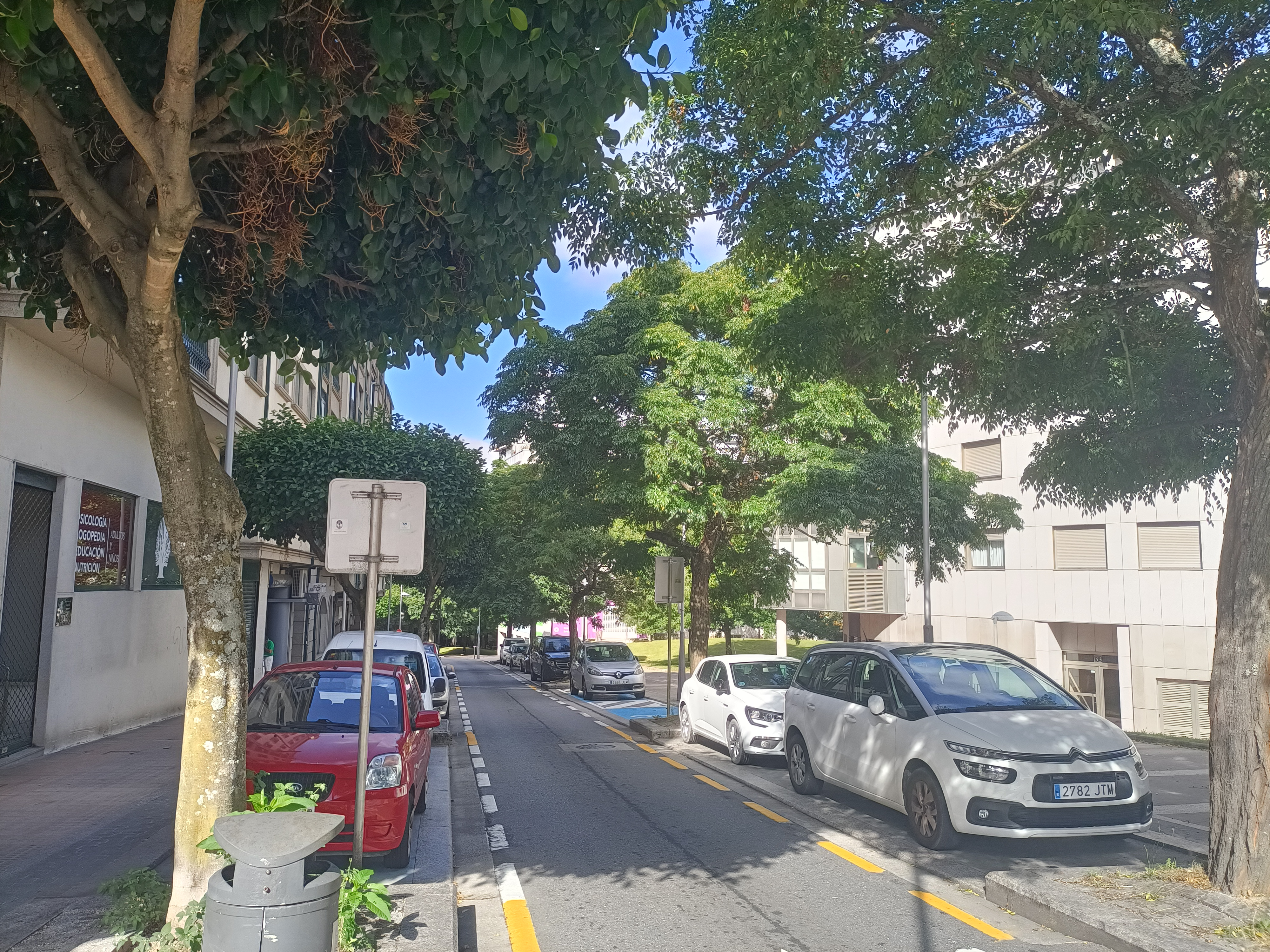
Rue A Estrada
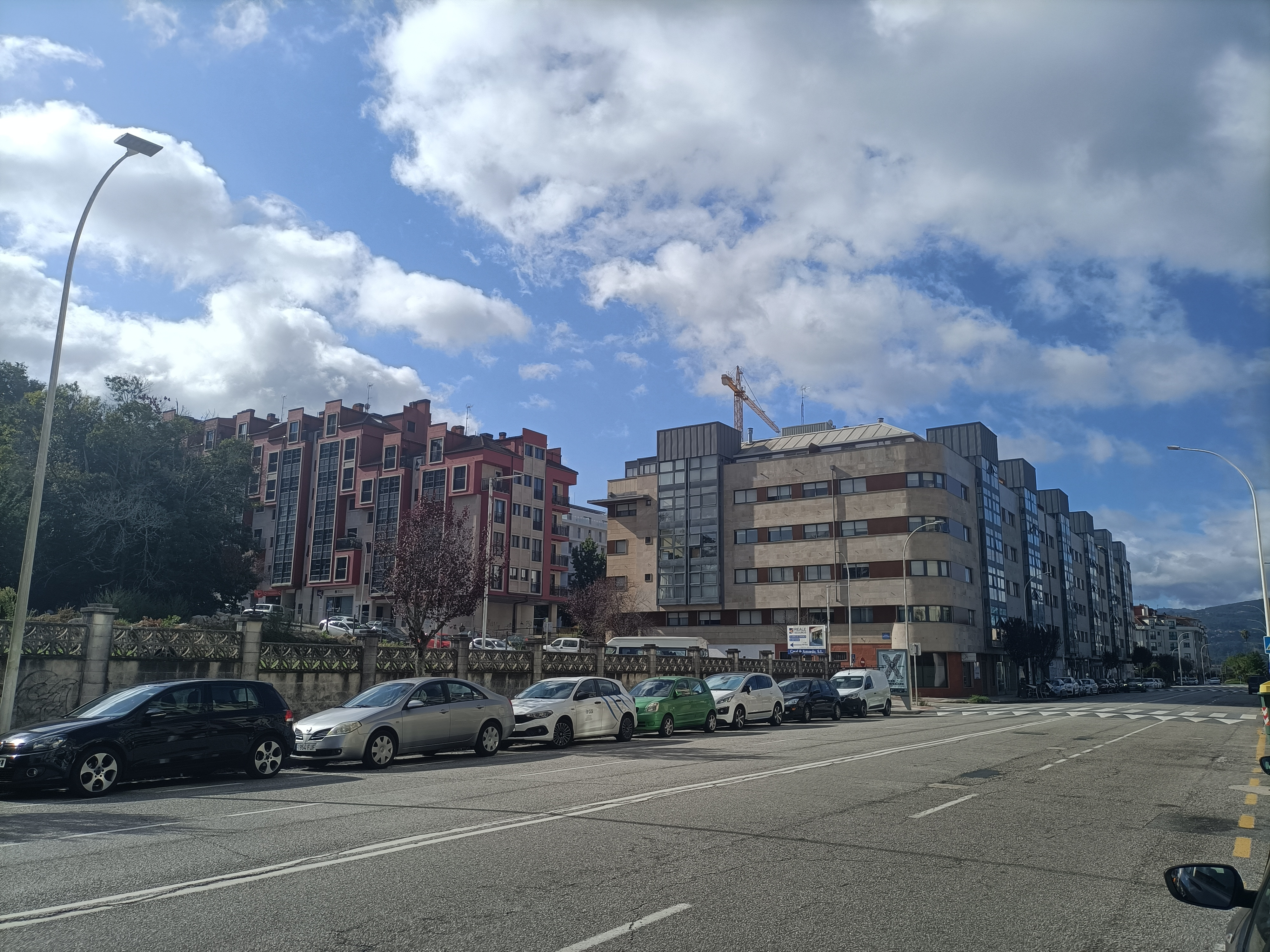
Avenue Virxinia Pereira Renda
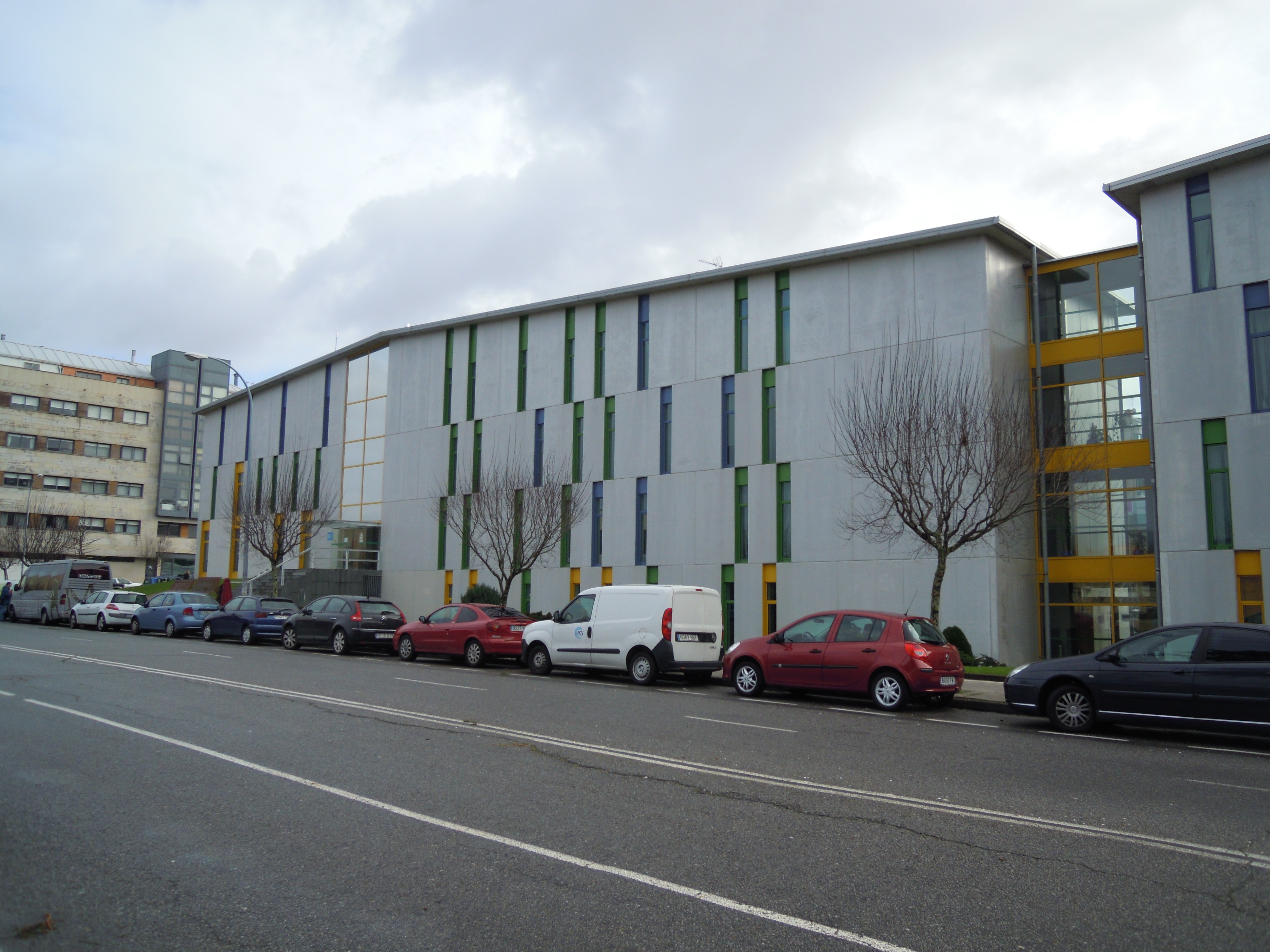
Conservatoire professionnel de musique
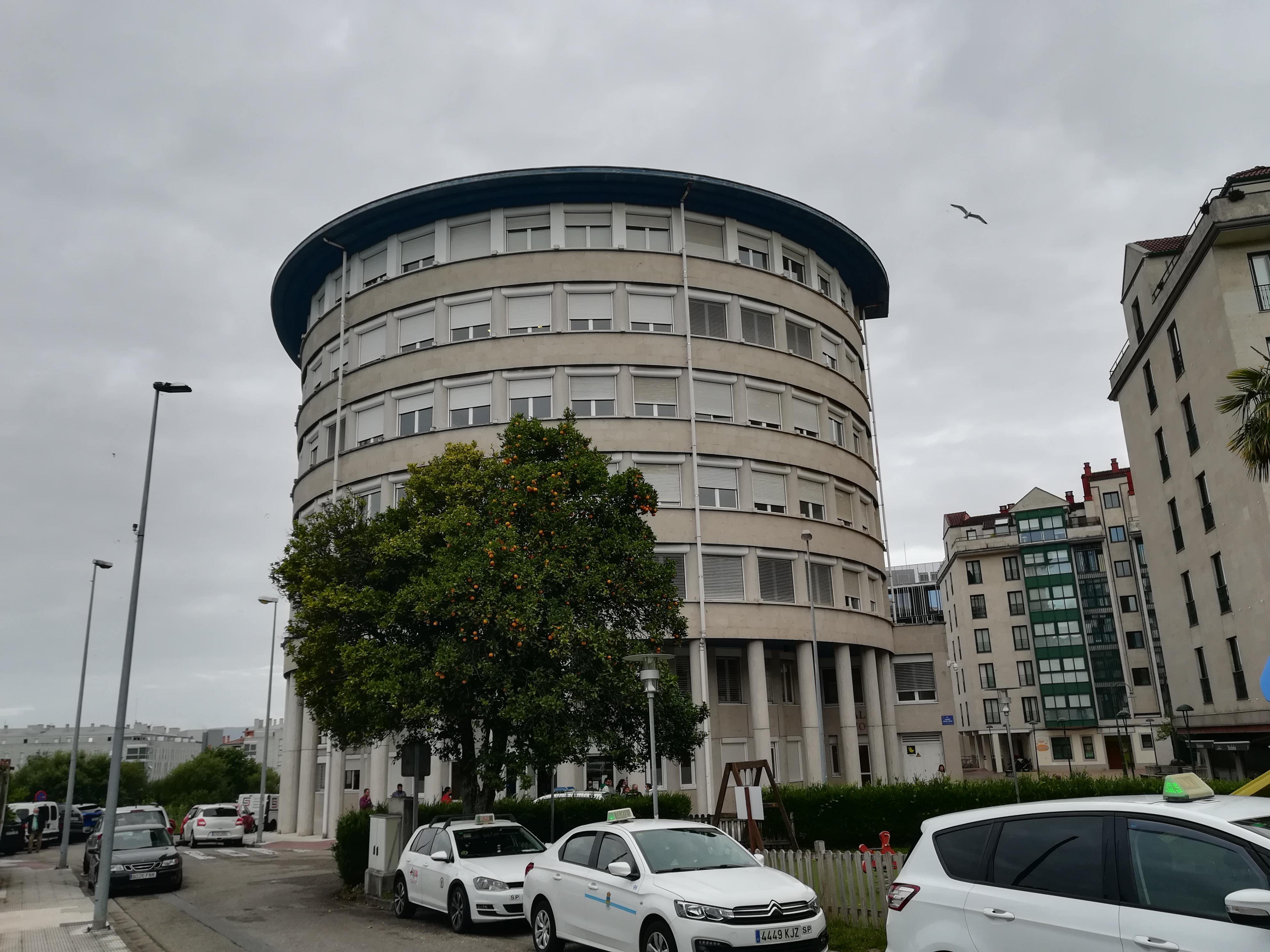
Bâtiment des Tribunaux de 1998 et place Fermín Bouza Brey
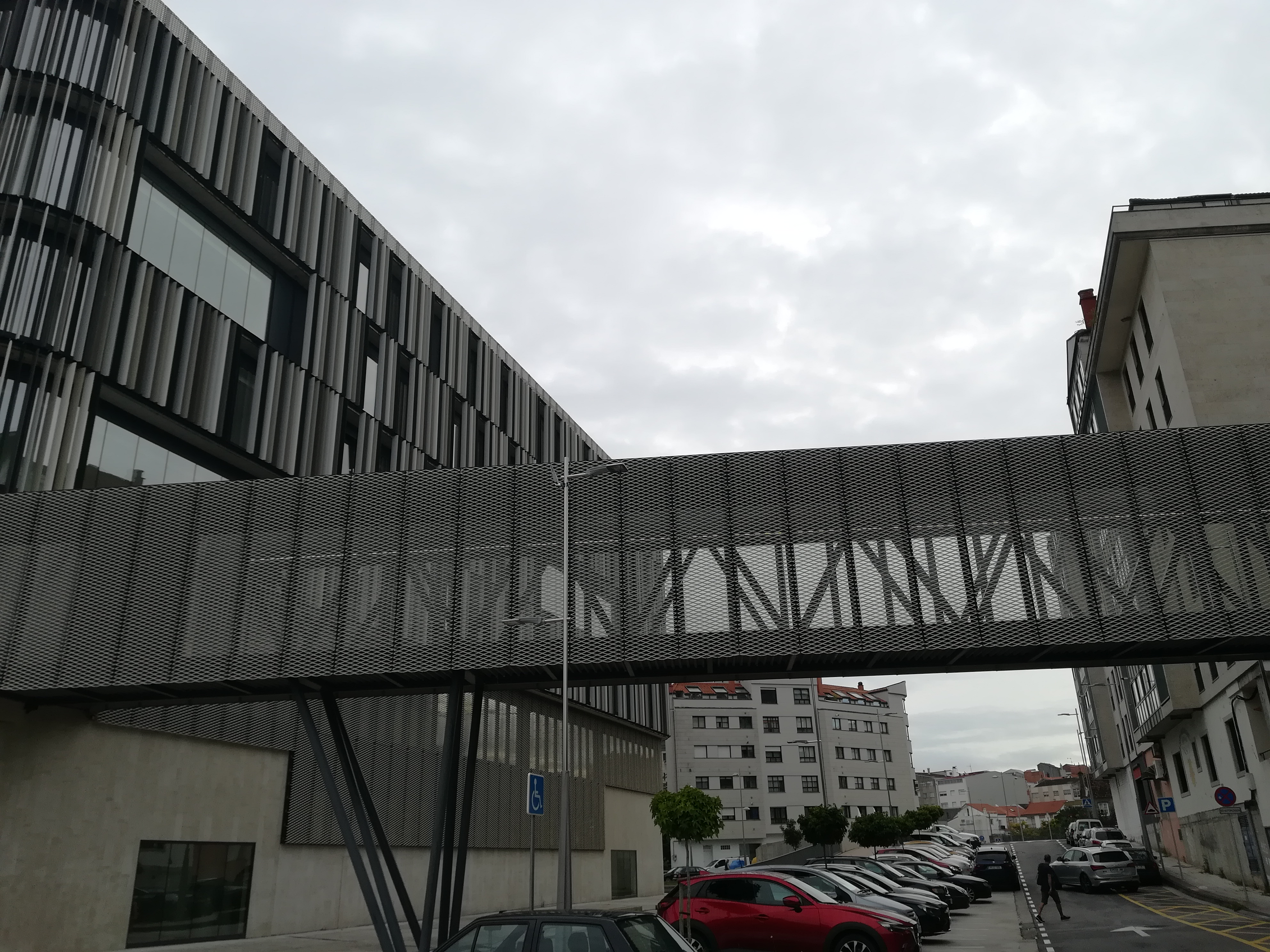
Rue Francisco Tomás y Valiente
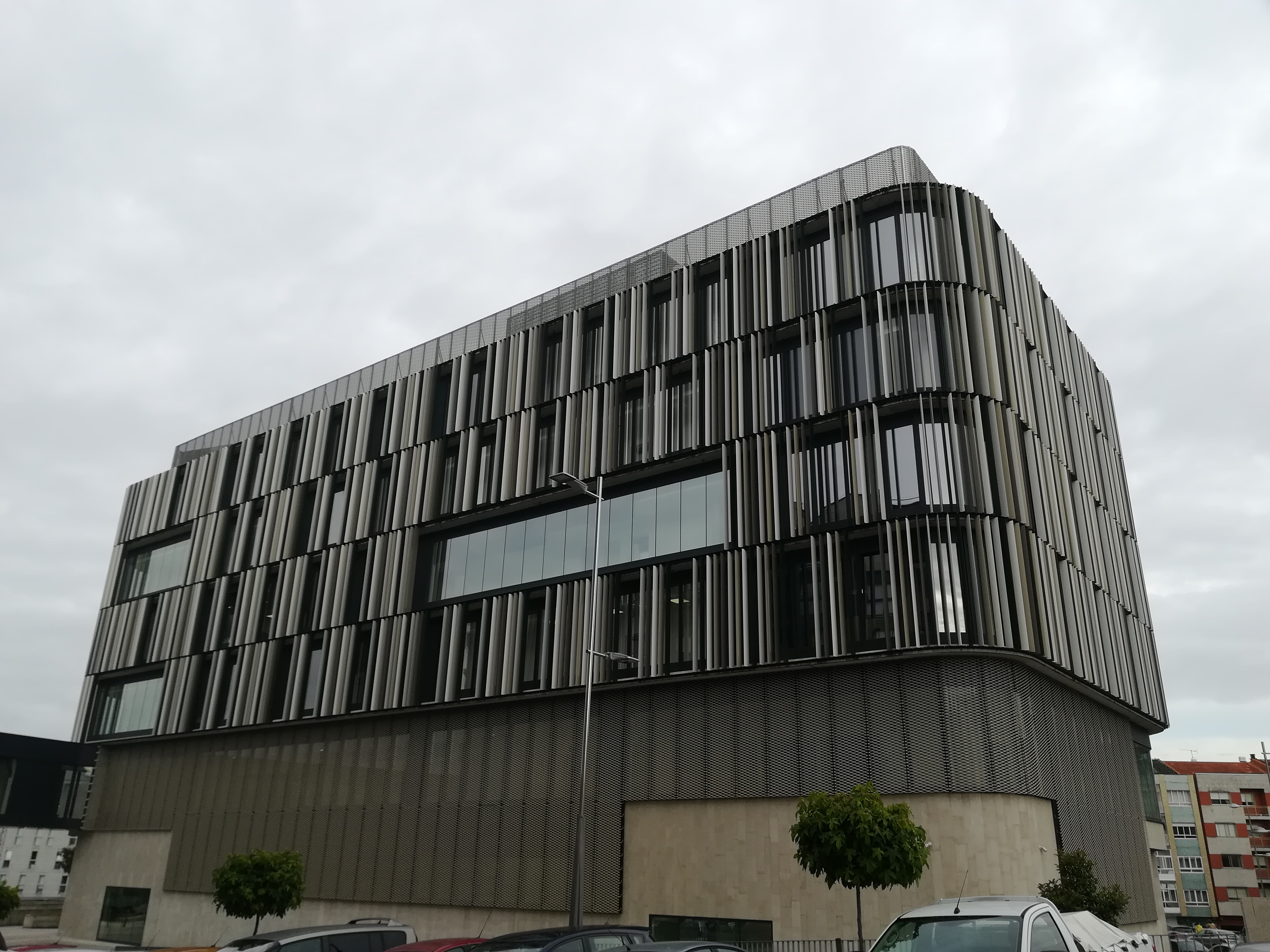
Nouveau bâtiment des Tribunaux de 2019
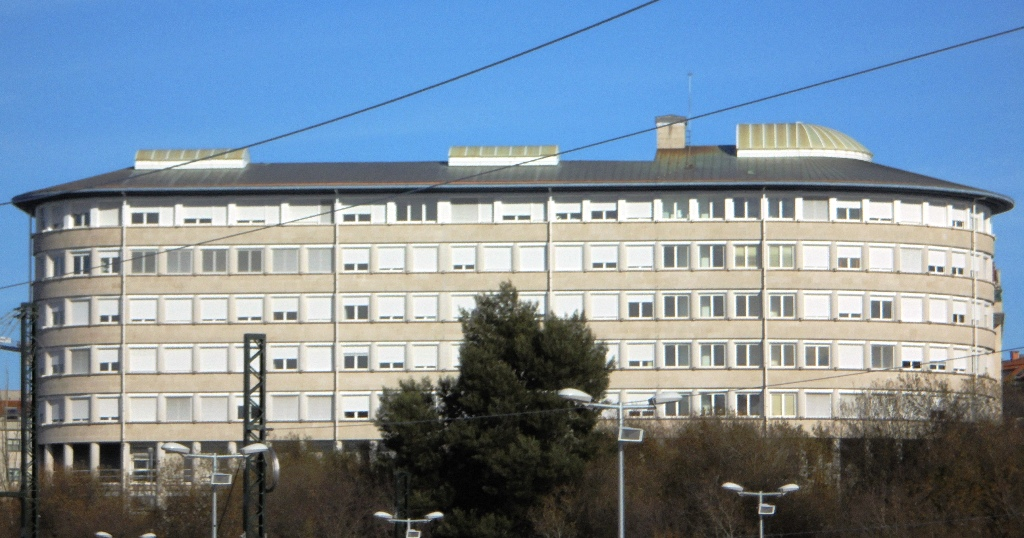
Palais de justice de 1998
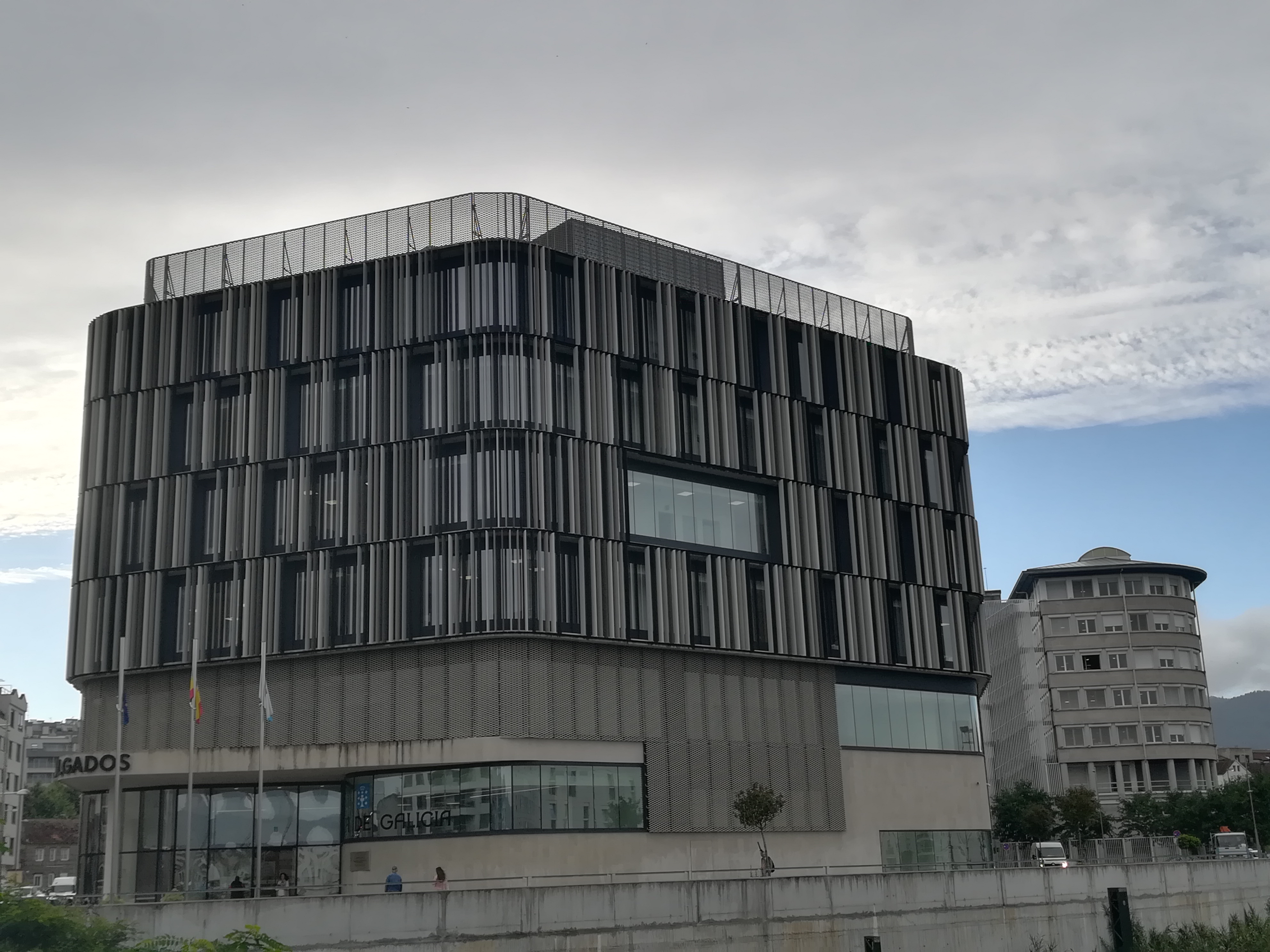
Les deux bâtiments de la Cité judiciaire de Pontevedra